# Théocrite (comes domesticorum)
Théocrite ou Théocritès (mort en 518) est un général byzantin et candidat malheureux au trône en 518. Il perd face à Justin Ier qui le fait exécuter.

## Sources
Théocrite est un personnage mal connu, mentionné surtout par deux auteurs : Jean Malalas et Marcellinus Comes. Le premier le mentionne comme domestique alors que le dernier affirme qu'il est le satelles (en latin : « serviteur » ou « garde ») d'Amantius. Il est aussi mentionné dans les récits de Zacharie le Rhéteur, Évagre le Scholastique, Jordanès, Théophane le Confesseur, Jean Zonaras et le Chronicon Paschale. Tant Malalas que le Chronicon rapportent qu'il détient le titre de comes, probablement celui de comes domesticorum. Procope de Césarée, principal historien du VIe siècle, ne mentionne pas son nom mais dans un de ses écrits, il éclaire les circonstances de sa mort. 

## Biographie
Avant 518, la vie de Théocrite nous est inconnue.
En 518, l'empereur Anastase meurt sans avoir désigné d'héritiers et sans Augusta pour superviser l'élection du successeur. De ce fait, le trône est laissé aux ambitions de chacun. Selon Malalas, le puissant praepositus sacri cubiculi, Amantius, projette de faire élire comme empereur le commandant d'une garde d'élite, appelé Théocrite. Il est soutenu par Celer, le vieux magister officiorum qui désire poursuivre la politique religieuse d'Anastase. Théocrite apparaît alors comme un homme de peu d'envergure facilement manipulable et pouvant servir leurs intérêts. Ils espèrent garantir sa nomination en fournissant de l'or à Justin, le comte des Excubites (l'une des gardes impériales), pour qu'il le répartisse parmi ses hommes. En effet, le soutien des Excubites est indispensable dans le processus de désignation du nouvel empereur. Néanmoins, Justin refuse de soutenir Théocrite, ce qui met un terme aux projets de Celer et d'Amantius.
Les événements de l'élection sont rapportées précisément par Pierre le Patrice, dont les extraits de ses écrits ont survécu au travers du De Ceremoniis rédigé au Xe siècle. Le matin de l'élection, les Excubites mettent d'abord en avant un certain Jean comme candidat. Il est élevé sur un bouclier dans l'Hippodrome de Constantinople, où est réuni la population. Toutefois, les Bleus, l'une des Factions regroupant une partie des habitants de la ville, rejettent violemment ce personnage. Par conséquent, ce sont les Scholes palatines, l'autre garde impériale, qui tentent de proposer leur propre favori mais les Excubites refusent et manquent de peu de le tuer. Ils lui préfèrent Justinien, le neveu de Justin Ier mais il refuse d'endosser la pourpre impériale. Finalement, c'est le Sénat byzantin qui, devant l'impasse, finit par désigner Justin comme candidat de compromis. 
Selon Evagre le Scolastique et Zacharie le Rhéteur, Justin a toujours travaillé dans son propre intérêt. John B. Bury en conclut qu'il a utilisé l'or pour servir sa prétention impériale. Il estime même qu'il a orchestré les événements de la journée. Sachant qu'il ne pouvait compter sur le soutien des Scholes palatines, rivaux des Excubites, toute nomination par ses seuls soldats serait vouée à l'échec. De ce fait, il fallait que la proposition émane du Sénat, autorité légitime pour la désignation du nouvel empereur et susceptible de susciter le soutien du peuple et outrepasser les oppositions des Scholes. Dès lors, le plan consiste en ce que les Excubites propose un candidat sans aucune chance de l'emporter, en l'occurrence Jean, pour inciter le Sénat à réagir et à prendre l'initiative d'une nomination pour éviter que l'opposition croissante entre les Excubites et les Scholes ne dégénère. Justin, lui-même sénateur, compte alors sur ses partisans dans cette institution pour qu'ils plaident en sa faveur, de manière à éviter l'arrivée sur le trône d'un individu non désiré. Toutefois, cette hypothèse reste invérifiable. Il se pourrait que ce soit Justinien qui ait manigancé l'arrivée sur le trône de son oncle ou bien qu'il ait bénéficié d'un simple concours de circonstances, profitant de son âge avancé et sa réputation d'homme intègre pour servir de candidat de compromis.

## Mort
Dès son arrivée sur le trône, Justin sait que sa position est fragile, il doit donc éliminer les éventuels opposants. De ce fait, il fait exécuter Amantius, qui continue à conspirer contre lui, ainsi que Théocrite. Selon Marcellinus, Amantius et ses partisans sont accusés d'être des partisans du manichéisme. D'autres sources concordent pour confirmer le fait que Théocrite et Amantius ont tenté de renverser Justin quelques jours après son couronnement, justifiant leur exécution. 